# Catuaba
La catuaba (palabra de origen guaraní, que significa "lo que da fuerza a la persona") se utiliza para las infusiones de la corteza de un número de árboles nativos de Brasil. Las cortezas más utilizadas son derivados de los árboles Trichilia catigua y Erythroxylum vaccinifolium. Las demás preparaciones de catuaba utilizan la corteza de los árboles de los siguientes géneros o familias: Anemopaegma, Ilex, Micropholis, Phyllanthus, Secondatia, Tetragastris y especies de Myrtaceae.
A menudo se afirma que la catuaba se deriva del árbol Erythroxylum catuaba, pero este árbol ha sido descrito sólo una vez, en 1904, y no se sabe hoy en día a qué hace referencia el nombre de este árbol. La E. catuaba, por tanto, no es una especie reconocida (Kletter et al.; 2004).
Sinónimos locales son Chuchuhuasha, Tatuaba, Pau de Reposta, Piratancara y Caramuru. Una preparación líquida comercial, Catuama, contiene varios ingredientes, uno de los cuales es catuaba de Trichilia catigua.
Una infusión de la corteza se utiliza en la medicina tradicional de Brasil como afrodisíaco y estimulante del sistema nervioso central. Estas afirmaciones no han sido confirmados en estudios científicos. En la catuaba se encuentra un grupo de tres alcaloides apodados catuabina A, B y C que se cree que mejoran la función sexual estimulando el sistema nervioso.
Un estudio realizado por Manabe et al. (1992) mostró que los extractos de Catuaba (Erythroxylum catuaba Arr. Cam.) fueron útiles en la prevención de potencialmente letales infecciones bacterianas e infección por VIH en ratones.
La corteza y las preparaciones de catuaba se venden como afrodisíacos y remedios para la disfunción eréctil en las tiendas naturistas y en línea a través de minoristas.
El extracto de catuaba también se utiliza como saborizante de alimentos en la "tradicional" cola británica,  bebida fabricada por Fentimans, de Fentiman's Curiosity Cola.